# Nipponnemertes schollaerti
Nipponnemertes schollaerti är en djurart som tillhör fylumet slemmaskar, och som först beskrevs av Wheeler 1934.  Nipponnemertes schollaerti ingår i släktet Nipponnemertes och familjen Cratenemertidae. Inga underarter finns listade i Catalogue of Life.